# توني توني تشوبر
تشوبر (باليابانية: チョッパ، بالروماجي: Choppā) هو طبيب قراصنة قبعة القش، وهو العضو السادس في الطاقم والخامس من حيث الانضمام، فضلًا عن كونه أصغر عضو سنًا على متن السفينة. وهو حيوان رنة أكل فاكهة تسمى هيتو هيتو نو مي (فاكهة الإنسان)، قيل أنه جاء من جزيرة الطبل، الأمر الذي يجعل منه العضو الوحيد من الطاقم ولد في الغراند لاين. حلمه هو القيام بتحقيق ما قاله معلمه الراحل هيروكو، وهو أنه لا يوجد مرض ليس لديه دواء وسيصبح الطبيب الذي يمكنه علاج أي مرض، وهو لا يتردد في إجراء علاج لأي مريض حتى لو كان عدوه.
لديه اعتقاد قوي بأن الطبيب من المفترض أن يساعد وينقذ الناس، ويصبح غاضب عندما يعامل شخصًا ما الحياة بدون احترام وقد غضب أيضًا على سيزار لاختطافه وإجراء التجارب على الأطفال وجعلهم مدمنين على المخدرات. بداية المكافأة المطلوبة على رأسه 50 بيري فقط وقد صدرت عن تقرير خاطئ وظن من في البحرية أنه مجرد حيوان أليف للطاقم! وقد نال على هذه المكافأة بعد أحداث وإسقاط الإينيس لوبي والسي بي 9.
ثم زادت المكافئة لتصبح 100 بيري، وزادت بعدها إلى 1,000 بيري بعد أحداث بلاد وانو. عادةً ما يرتدي قبعه لونها مائل إلى الوردي، وزوج من السراويل القصيرة مارونيه اللون كما أنه في بعض الأحيان يرتدي حقيبة يحملها على ظهره، لديه أنف أزرق رائع، لديه رأس وعينين كبيرة.

## تاريخه

### طفولته
بما أنه رنة (مشابه للغزال)، فقد كان يعيش مع قطيع ومنذ أن ولد للدنيا هجره القطيع بسبب أنفه الأزرق؛ مما دفعه للرحيل عن القطيع وهجر أهله وأقربائه، ظل حيًا وحيدًا بالخارج إلى أن أكل فاكهة الشيطان التي تحوله إلى إنسان (ليس كامل)، وبالطبع لا يزال يحمل صفات الرنة فتحول إلى للإنسان الرنة، لم يستطع البقاء وحيدًا بالخارج (لأن الحياة وحيدًا شيء صعب) مما دفعه للذهاب للبشر بعد أن تحول إلى إنسان رنة، طردوه البشر واضطهدوه وأطلقوا عليه الرصاص، هرب وهو مصاب خوفًا على حياته، عندها عالجه الدكتور هليولوك، وعاش معه.

### نقطة التحول بحياته
كان تشوبر يسكن مع دكتور هليولوك وهو طبيب فاشل بالطبع، فكانوا يخرجون لمعالجة البشر وهم فاشلون بالطب فدائمًا ما يطردون من قبلهم، حيث أن الدكتور المميز الوحيد بالبلد هي الدكتور كوريها؛ بسبب سيطرة الحاكم وابول على البلاد الذي احتكر الأطباء والدكاترة عدا هؤلاء الاثنان، أصيب الدكتور هليولوك بمرض عضال مميت، ذهب تشوبر للحصول على العلاج اعتقادًا منه بأن شارة الجمجمة على العنصر تعني أنه دواء وليس سم، فرجع حاملًا سم قاتل هو فطر الأميوداكي الذي لا يستطيع آكله أن يحيا من بعده لنصف يوم، ذهب دكتور هليولوك لقلعة الحاكم لعلاج الأطباء بسبب خباثة الحاكم وإطلاقه إشاعة بمرض الأطباء الإيتشي 20، لكن اتضح أنه خدعة لقتل الدكتور هليولوك، اكتشف تشوبر لحظتها أن فطر الأميوداكي قاتل عن طريق دكتور كوريها، مما دفعه للذهاب وراء الدكتور هليولوك؛ لكن مع الأسف وجده ميتًا، حاول الهجوم على الملك لكن دالتون الحارس الشخصي للملك صده وصرفه، بالطبع تشوبر حزن حزنًا عميقًا على وفاة والده كما يعتبره الذي كانت وصيته بأن تهتم دكتورينا بتشوبر وتجعله طبيبًا عظيمًا، فسكن عندها وبدأ يدرس عندها.

### حياته بعد التغير
عاش مع دكتورينا لمدة ستة سنوات قرأ فيها الكثير من كتب الطب وهذا ما أكسبه معرفة هائلة، اكتشف كرة الرامبل (الطاقة) عن طريق المصادفة في تلك الأيام، كانت دكتورينا العجوز هي مريضته الأولى ونجح نجاحًا باهرًا في علاجها.

### لقائه بلوفي وانضمامه للطاقم
كانت نامي مريضة من لدغة البعوض المميز على جزيرة ليتل غاردن، فاتجه الطاقم إلى أقرب جزيرة للحصول على علاج لنامي، وكانت الجزيرة التالية هي مملكة الطبل، حيث دلهم دالتون على مكان دكتورينا، حمل لوفي وسانجي نامي وصعدوا بها لأعلى التلة الضخمة للوصول إلى دكتورينا لتتمكن من علاج نامي، وهناك تعرفوا بتشوبر مساعدها حيث تمكنوا من علاج نامي، في تلك الأثناء هجم وابل (الحاكم السابق) على مملكة الطبل، وصعد للقلعة بأعلى التلة هو وجيشه، تصدى لوفي وتشوبر لهم وتمكنوا من هزيمتهم، تشوبر كان يرغب في أن ينضم للقراصنة بعدما حدثه دكتور هليولوك عن القراصنة بأنهم جيدين فجاءت الفرصة بأن طلب لوفي منه الانضمام وانضم للطاقم.

## قتال تشوبر

### التقنيات
تشوبر أكل فاكهة الشيطان من نوع زون مما جعل له ثلاثة تحولات، يحدث عندما يتناول تشوبر ثلاثة من كرة الرامبل حيث يتحول إلى مخلوق ضخم لا يميز الصديق من العدو، وهو خارق القوة الجسدية حيث عندما ظهر للمرة الأولى بالمسلسل استطاع هزيمة كومادوري عضو السي بي 9 بسهولة قصوى (الحلقة 293).
وبفضل كرة الرامبل يستطيع التحول إلى سبعة تحولات (ظهرت في الحلقة 88 لأول مرة):
- براين بوينت (تحول العقل): تمكنه من معرفة نقطة ضعف الخصم.
- هورن بوينت (تحول القرن): تمنحه قرون طويلة.
- جامب بوينت (تحول القفز): تمكنه من الوثب عاليًا.
- هيفي بوينت (تحول الثقل): تمنحه قوة ضخمة.
- آرم بوينت (تحول الذراع): تمكنه من إصابة الأعداء بقسوة.
- جارد بوينت (تحول الدفاع): تمكنه من التصدي لهجمات جسدية.
- رن بوينت (تحول الركض): تمكنه من الركض بسرعة.
- أيضا هنالك ما يُسمى بـ جنون فاكهة الشيطان:

### معاركه
هذه عبارة عن أهم المعارك التي خاضها تشوبر قبل السنتين
- الخصم: شيزماريمو
  - سبب المعركة: أن تشوبر يريد إبعاد وابل واتباعه عن القلعة والجزيرة.
  - النتيجة: فوز تشوبر
- الخصم: شورا
  - سبب المعركة: الخروج من لعنة لعبة البقاء.
  - النتيجة: لم يقاتل تشوبر بجدية لأنه كان يريد حماية السفينة
- الخصم: جيداتسو
  - سبب المعركة: الخروج من لعنة لعبة البقاء.
  - النتيجة: فوز تشوبر
- الخصم: اوم
  - سبب المعركة: الخروج من لعنة لعبة البقاء.
  - النتيجة: خسارة ساحقة لتشوبر
- الخصم: كومادوري
  - سبب المعركة: إرادة تشوبر إنقاذ روبين من السي بي 9.
  - النتيجة: فوز تشوبر بصعوبة

## روابط خارجية
- توني توني تشوبر على موقع ميوزك برينز (الإنجليزية)